# آونت
آونت (انگلیسی: Avnet) شرکت الکترونیک آمریکایی است، که در سال ۱۹۲۱ تأسیس شد.